# Madeline Haynes
Madeline Renée Haynes (Rocklin, 10 febbraio 1998) è una pallavolista statunitense, schiacciatrice della LOVB Salt Lake.

## Carriera

### Club
La carriera pallavolistica di Madeline Haynes inizia nei tornei scolastici californiani, giocando per la Rocklin HS. Prosegue in seguito a livello universitario, quando entra a far parte della squadra della UC Berkeley, con la quale partecipa alla NCAA Division I dal 2016 al 2019.
Firma il suo primo contratto professionistico nella stagione 2020-21, quando viene ingaggiata nella 1. Bundesliga tedesca dal PTSV Aachen, mentre nella stagione seguente si trasferisce in Svizzera, dove difende i colori dello Cheseaux, in Lega Nazionale A, dove resta anche nell'annata 2022-23, ma giocando nel Neuchâtel, con il quale nel corso di un biennio vince due volte la Supercoppa svizzera, la coppa nazionale e lo scudetto.
Torna poi in patria per partecipare alla prima edizione della League One Volleyball con la LOVB Salt Lake.

### Nazionale
Nel 2014 con la nazionale statunitense under 18 conquista la medaglia d'argento al campionato nordamericano.

## Palmarès

### Club
- Campionato svizzero: 2

2022-23, 2023-24
- Coppa di Svizzera: 2

2022-23, 2023-24
- Supercoppa svizzera: 2

2022, 2023

### Nazionale (competizioni minori)
- Campionato nordamericano under 18 2014